# Franz Reichelt
Franz Karl Reichelt (ur. 16 października 1878, zm. 4 lutego 1912) – austriacki krawiec wynalazca, który zginął w wyniku skoku z pierwszego poziomu Wieży Eiffla, w trakcie testowania płaszcza-spadochronu własnego projektu. Była to jego pierwsza próba, wcześniej oświadczył władzom, że najpierw wypróbuje swój wynalazek z manekinem.